# 僕のセクシャルハラスメント
『僕のセクシャルハラスメント』（ぼくのセクシャルハラスメント）は、桃さくらによる日本のボーイズラブ小説作品、キャラクター原案と挿絵はこだか和麻、およびそれを原作としたOVA。OVAは、1996年6月28日にジーダスより発売。全3巻。

## あらすじ
学閥採用で大手商社に入社した望月順哉は完璧に近いステータス、容姿を持つ上司本間に憧れ、それはある時から恋愛感情へと変わっていった。ある日、二人で行った新潟出張で恋心を見透かされ順哉は本間と結ばれる。彼から「君は自分を知らなさすぎる。出世するには自分の武器を十二分に使えばいい。」と取引先との商談で自らの体を使った接待をアドバイスし、望月は次々と商談をまとめる。その横で望月に片思いしている同僚の藤田は彼の異常な抜擢機会に違和感を感じ本間との仲を怪し始める。

## 登場人物
望月 順哉（もちづき ジュンヤ）声 - 柏倉つとむ
本間 一則（ほんま かずのり）声 - 小杉十郎太
藤田 耀平（ふじた ようへい）声 - 森川智之
二代目社長声 - 秋元羊介
澤村 正隆（さわむら まさたか）声 - 稲葉実
新美 仗（にいみ じょう）声 - 大塚芳忠
ウィリアム・ロジャーズ／ビル声 - 森功至
宮川 裕美（みやがわ ひろみ）声 - 田中敦子

## アニメ

### スタッフ
- 原作：桃さくら
- キャラクター原案：こだか和麻
- 企画：本橋孝夫
- 総合プロデューサー：浅賀孝郎
- プロデューサー：岩川広司、望月健、豊田賢司、隈部昌一
- 制作プロデューサー：豊田賢司、隈部昌一
- プロデューサー補：杉崎利治
- 監督・絵コンテ：影山楙倫
- 脚本：蘭もりまる
- キャラクターデザイン・作画監督：つなきあき
- プロダクションデザイン：柳野龍男
- 色彩設計：岩沢れい子
- 色指定：赤堀久美子
- 美術監督：東條俊寿、村上律子、池端茂
- 撮影監督：佐藤均、金沢章男
- 編集：西出栄子
- 音響監督：藤山房伸
- 音響プロデューサー：飯塚康一
- 音楽：バーンヘッズ
- 音楽プロデューサー：原田宗一郎
- 音響効果：佐々木純一(アニメサウンド)
- 音響制作：ケイエスエス
- 録音スタジオ：KSSスタジオ、スタジオエコー
- アニメーション制作：Tripple X（アームス）
- 制作協力：スタジオ九魔
- 製作：セイヨー、BBN VIDEOプロジェクト

### 主題歌
エンディングテーマ「硝子の都会」
作詞 - 富谷真寿美 / 作曲・編曲 - 大和朗 / 歌 - Sammy

## 商品情報

### 小説
- 『僕のセクシャルハラスメント』 著：桃さくら、イラスト：こだか和麻（ビブロス、1993年10月発売） ISBN 4-88271-202-4
- 『僕のセクシャルハラスメント2』 著：桃さくら、イラスト：こだか和麻（ビブロス 1996年1月発売） ISBN 4-88271-379-9
- 『僕のセクシャルハラスメント』完全版 著：桃さくら、イラスト：北上れん（ビブロス 2005年2月18日発売） ISBN 4-8352-1704-7
- 『僕のセクシャルハラスメント2』完全版 著：桃さくら、イラスト：北上れん（ビブロス 2005年2月18日発売） ISBN 4-8352-1705-5
- 『僕のセクシャルハラスメント 輪舞』 著：桃さくら、イラスト：北上れん（ビブロス 2005年9月19日発売） ISBN 4-8352-1792-6

### CD
- 『僕のセクシャルハラスメント3』非売品の特典ドラマCD
- 『僕のセクシャルハラスメント』ドラマCD+ノベル

### VHS
- 『僕のセクシャルハラスメント』 （ジーダス 1996年6月28日発売）
- 『僕のセクシャルハラスメント2』 （ジーダス 1996年7月26日発売）
- 『僕のセクシャルハラスメント3』 （ジーダス 1996年8月23日発売）

### DVD
- 『僕のセクシャルハラスメント』 （片面1層・1枚組 2005年2月25日発売） KSXA-55145
- 『僕のセクシャルハラスメント2』 （片面1層・1枚組 2005年3月25日発売） KSXA-55211
- 『僕のセクシャルハラスメント3』 （片面1層・1枚組 2005年4月28日発売） KSXA-55215